# Fletcher Sibthorp
Fletcher Sibthorp (né le 7 mars 1967) est un artiste britannique basé à Londres, en Angleterre. Il est principalement connu pour ses pièces figuratives à grande échelle, principalement à l'huile et représentant généralement des mouvements sous forme de danse; allant de la danse contemporaine au ballet classique et au flamenco. Son travail est hébergé dans des collections privées et corporatives, principalement au Royaume-Uni et au Japon. Il a peint plusieurs figures clés du monde de la danse, notamment les chefs de file du Royal Ballet tels que Darcey Bussell, Sarah Lamb, Miyako Yoshida et Alina Cojocaru, et les interprètes de flamenco, Joaquín Cortés, Eva Yerbabuena et Sara Baras.

## Enfance et éducation
Sibthorp est né à Bricket Wood, Hertfordshire en Angleterre et a étudié l'illustration à l'Université de Kingston (alors nommée Kingston Polytechnic), où il a obtenu son diplôme avec distinction en 1989. Sibthorp a ensuite développé un vif intérêt pour explorer l'idée du mouvement et ses effets ultérieurs sur la forme humaine, généralement en expérimentant avec la peinture à l'huile. Ses influences clés à cette époque étaient les peintres britanniques Francis Bacon et Frank Auerbach, ainsi que les artistes Gustav Klimt et Edgar Degas,.

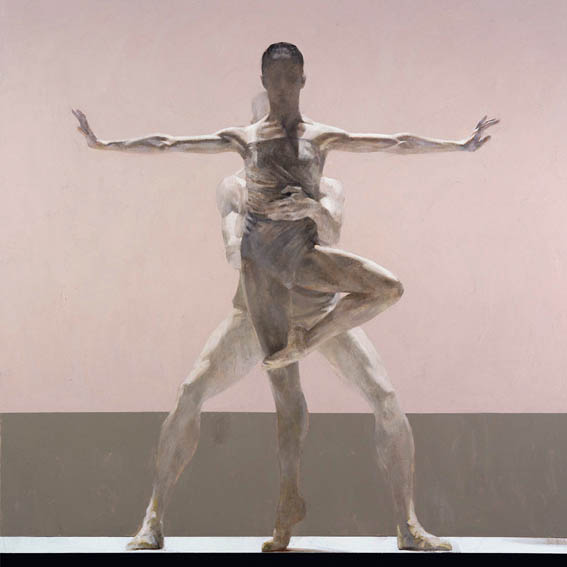
Chroma I, 2007 - Peinture à l'huile sur panneau.
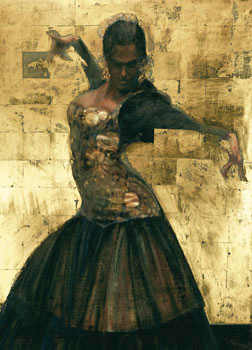
Flamenco Gold 1998. Peinture à l'huile et feuille d'or sur toile et verre.